# The End (песня The Beatles)
The End (с англ. — «Конец») — песня группы The Beatles, написанная Полом Маккартни (официально — Полом Маккартни и Джоном Ленноном) для альбома Abbey Road. Является последней песней, записанной всем коллективом «Битлз», и последней песней в трек-листе альбома.

## Структура песни
Гитарные соло в композиции исполнялись Полом, Джорджем и Джоном. Также присутствует соло на ударных Ринго. Композиция представляет собой гитарную дуэль. Первым вступает Пол, вторым - Харрисон, третьим - Леннон, играя более тяжелые и вдохновленные блюзом гитарные фразы. Песня заканчивается словами "И в конце концов, любовь которую ты получаешь, равна той, которую отдаешь" (с англ. And in the end, the love you take, is equal, to the love you make).

## Участники записи
- Джордж Харрисон — бэк-вокал, ритм-гитара, соло-гитара
- Джон Леннон — бэк-вокал, соло-гитара
- Пол Маккартни — вокал, бэк-вокал, бас-гитара, фортепиано, соло-гитара
- Ринго Старр — ударные, бэк вокал
- Джордж Мартин — оркестровка

## Дополнительные факты
- Песня была исполнена Полом Маккартни на церемонии открытия XXX Олимпийских игр в Лондоне в 2012 году[2].
- На альбоме Anthology 3 присутствует ремикс песни продолжительностью 2:49.